# 10143 Камогава
10143 Камогава (10143 Kamogawa) — астероїд головного поясу, відкритий 8 січня 1994 року.
Тіссеранів параметр щодо Юпітера — 3,137.